# Centro Universitario de la Costa Sur

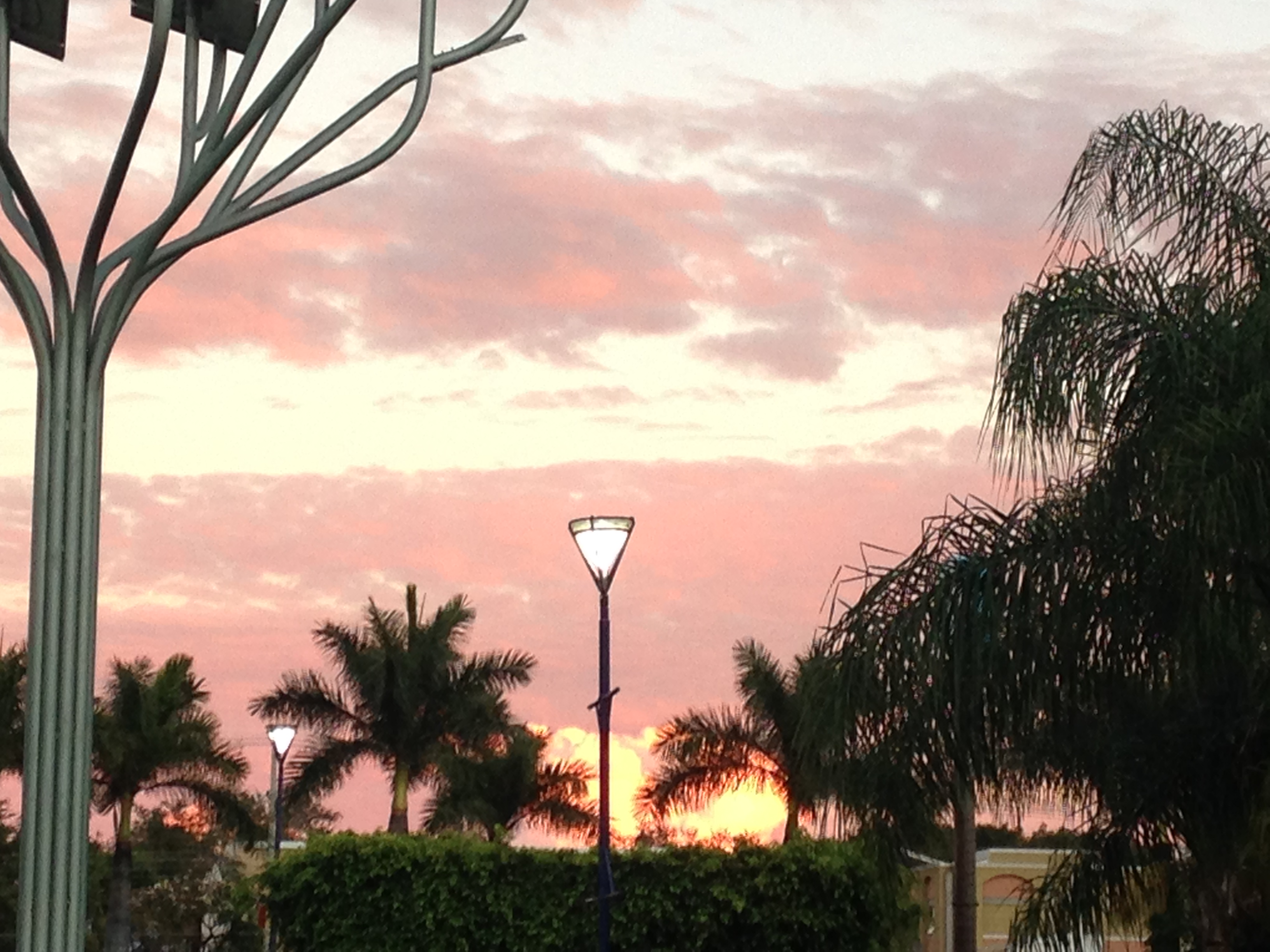

El Centro Universitario de la Costa Sur (CUCOSTA SUR), con sede en la ciudad de Autlán de Navarro, Jalisco; es un centro de educación superior que forma parte de la Universidad de Guadalajara, siendo este un Centro Regional. Cuenta con un área de cobertura que se extiende en decenas de municipios en el estado de Jalisco y estados circundantes. Con un conjunto de más de 4,100 estudiantes.

## Misión
El Centro Universitario de la Costa Sur es una entidad de la Universidad de Guadalajara que atiende necesidades de Educación Superior con indicadores de calidad nacional e internacional, formando recursos humanos competitivos, innovadores, con actitud de liderazgo y compromiso social.
Realiza investigación y extensión que contribuye al desarrollo sustentable de la región, el estado y el país. Promueve y rescata las diversas manifestaciones culturales, y se vincula con la sociedad respetando los principios éticos, la equidad, la justicia social y la convivencia democrática.

## Visión
Es un centro universitario regional multidisciplinario, con reconocimiento nacional e internacional como una institución innovadora, dinámica, que opera con estándares de calidad. Oferta programas educativos basados en competencias, autogestión, pertinentes y acreditados. Su profesorado está certificado y cuenta con el más alto nivel académico. Produce investigación científica de vanguardia e implementa acciones de vinculación que inciden en el aparato productivo, los procesos sociales y el desarrollo sustentable.
Sus egresados son competitivos, con una visión global, principios éticos y compromiso con el bienestar social y la conservación del patrimonio cultural y natural de la Costa Sur de Jalisco.

## Historia
La presencia de la Universidad de Guadalajara con instalaciones y procesos educativos en la Región costa sur del Estado de Jalisco, inicia con la oficialización de la Escuela Preparatoria Regional de Autlán el 12 de octubre de 1975 (primera escuela de la U. de G. en el interior del estado). En septiembre de 1980, se funda la Escuela de Agricultura de Autlán. A su vez, la preparatoria regional amplía sus servicios educativos, creando los módulos de Casimiro Castillo en 1979, de El Grullo en 1980, y de Cihuatlán en 1981. Los cuales al paso de no muchos años se convirtieron en preparatorias regionales, generando a su vez su propia estructura con módulos y extensiones que prácticamente cubren los servicios educativos en este nivel en el ámbito regional. La oferta educativa en el nivel superior se incrementa con la apertura de las Carreras de Administración y Contaduría en octubre de 1991, que integran un módulo dependiente de la Facultad de Ciencias Económico- Administrativas de Lagos de Moreno, al cual se le adicionan en septiembre de 1993 las Licenciaturas de Abogado y Turismo.
Con la reforma universitaria de la U. de G., que da origen a la Red Universitaria de Jalisco, implementada sobre la base de centros universitarios temáticos y regionales; en mayo de 1994, al crearse el Centro Universitario del Sur con sede en Ciudad Guzmán, los cuatro programas educativos de nivel licenciatura ofertados en Autlán, pasan a formar parte de este centro universitario integrando la División de Estudios Sociales y Económicos, con los departamentos de Ciencias de la Administración, Contaduría Pública, y Estudios Jurídicos. Este estatus se mantiene hasta el cinco de agosto de 1994, fecha en que se dictamina por el Honorable Consejo General Universitario el Centro Universitario de la Costa Sur, con sede en la Ciudad de Autlán de la Grana, integrando en su estructura las divisiones de Estudios sociales y Económicos con los departamentos de Ciencias de la Administración, Contaduría Pública y Estudios Jurídicos, y de Desarrollo Regional con los departamentos de Estudios Turísticos, Ingenierías y Producción Agrícola, a los que se les suma en 1996, el Departamento de Ecología y Recursos Naturales que integra en su base académica al Instituto Manantlán; integrándose a su vez, como el quinto departamento de esta división, el Departamento de Estudios para el Desarrollo Sustentable de Zonas Costeras en el año de 1998. Estructura Organizacional del CUCSUR que se mantiene hasta la fecha.
Atendiendo al tema de la oferta educativa; al crearse el Centro universitario de la Costa Sur el 5 de agosto de 1994, oferta cinco Licenciaturas (Agronomía, Administración, Contaduría, Abogado y Turismo), con 939 alumnos. En los años.de1995 y 1996, se incorporan las licenciaturas de Ingeniero en Obras y Servicios e Ingeniero en Recursos Naturales y Agropecuarios respectivamente, aumentando la población a 1,332 estudiantes, permaneciendo estos siete PE hasta el Ciclo escolar 1998A, en que entra en receso la carrera de Agrónomo, registrando el centro 1,289 estudiantes. En el ciclo 2000B, se oferta la carrera de Técnico Superior Universitario en Electrónica y mecánica automotriz (TSUEMA), consignando ya 2,135 educandos. Para el Semestre 2001B se agregan a la oferta educativa, la Ingeniería y el Técnico Superior Universitario en Teleinformática, aumentando a 2,520 la población estudiantil. Durante casi cinco años el centro mantiene la misma oferta educativa (siete Licenciaturas y dos TSU), y un máximo de 3000 alumnos; hasta el Ciclo Escolar 2005B, en que inician la Maestría en Administración y Gestión Regional y la Maestría en Ingeniería en Desarrollos Tecnológicos. Aun así, por diversos factores, la matrícula se muestra a la baja, consignándose para el ciclo escolar 2006B, 2,349 alumnos. En los ciclos o semestres 2006B, 2007A y 2007B, se suman a la oferta del CUCSUR, la Ingeniería en Mecatrónica, la Licenciatura en Nutrición, el Doctorado en Biosistemática y la Maestría en Recursos Naturales; a lo que se añade en el ciclo 2008A, la reactivación de Agronomía, subiendo la matrícula a 2,553 alumnos. También en el Ciclo 2008A, se integra el PE de Ingeniero en Procesos y Comercio Internacional, alcanzando el Centro 2,710 estudiantes. Para el Ciclo 2009A, se agrega a la Oferta la Licenciatura en Biología Marina, y las Maestrías en Derecho Constitucional, Finanzas Empresariales y Análisis Tributario, oscilando desde ese semestre la población estudiantil entre los 3,200 y 3,400 alumnos, así mismo en el ciclo 2015B se integra la licenciatura en enfermería asignada junto con nutrición a un nuevo departamento denominado "ciencias de la salud y ecología humana" . En 2020, se integra la licenciatura en Artes, que cuenta con 4 áreas de aprendizaje; Música, Artes plásticas, Artes escénicas y Arte fotográfico y digital. En síntesis, a 20 años de existencia de la Red Universitaria de Jalisco, el CU Costa Sur oferta 20 programas educativos, donde abrevan conocimientos 3,400 alumnos, traducidos en un doctorado, seis maestrías, trece licenciaturas y un TSU. Cuenta con 333 docentes, de los cuales 71 tienen doctorado, 159 maestría, y 103 licenciatura. 132 son PTC, 14 técnicos académicos. 19 PTC pertenecen al SIN, y 90 cuentan con el perfil PROMEP. También en este periodo han egresado 7,282 profesionistas, siendo titulados 5,435. A lo que se suma una significativa participación e influencia en el desarrollo regional, pudiendo hablar de un parte aguas en la historia de la zona, antes y después de la existencia de centro universitario, con evidentes y significativas diferencias.

## Infraestructura
El Centro Universitario de la Costa Sur tiene una superficie de 135,600 m² contando las sedes CUCSUR y CUCSUR II, Jaluco, Zonas Costeras y Las Anonas. De esta superficie, 39,918 m² son de construcción. El Centro Universitario cuenta con edificios para realizar actividades administrativas, docencia, investigación y vinculación, incluyendo infraestructura para el desarrollo de los programas de posgrado. Entre los principales espacios se cuenta con 68 aulas, 31 laboratorios, 2 centros de cómputo y 2 bibliotecas.

## Oferta Académica.

### Pregrado
- Lic. en Administración
- Lic. en Administración Financiera y Sistemas
- Lic. en Biología Marina
- Lic. en Contaduría Pública
- Lic. en Derecho
- Lic. en Enfermería
- Lic. en Nutrición
- Lic. en Turismo
- Lic. en Artes
- Ing. Agrónomo
- Ing. en Mecatrónica
- Ing. en Obras y Servicios
- Ing. en Procesos y Comercio Internacional
- Ing. en Recursos Naturales y Agropecuarios
- Ing. en Teleinformatica
- TSU. en Electrónica y Mecánica Automotriz

### Posgrado
- Mtria. en Administración y Gestión Regional
- Mtria. en Ciencias en Ecología y Manejo de Recursos Costeros y Marinos
- Mtria. en Ciencias en Manejo de Recursos Naturales
- Mtria. en Derecho
- Doctorado en Ciencias en Biosistemática, Ecología y Manejo de Recursos Naturales y Agrícolas

## Extensión y difusión
La Coordinación de Extensión, de acuerdo a la normatividad vigente de la Universidad de Guadalajara; se encarga de la planificación, operación y evaluación de los programas que el Centro Universitario ejecuta en materia de difusión cultural, fomento deportivo, servicio social, y de vinculación con los sectores productivos. Cuenta con las unidades de Difusión, Vinculación, de Servicio Social.

## Cobertura
El CUCSur atiende alrededor de 4,100 estudiantes, provenientes de 36 municipios del estado de Jalisco, nueve estados de México y más de 10 países en sus modalidades de intercambio académico y cultural.